# Shō Shin
Shō Shin (jap. 尚真), żył 1465–1526, rządził 1477–1526) – władca Riukiu, trzeci w linii królów z drugiej dynastii Shō. Jego wieloletnie rządy określa się mianem "złotego wieku", okresu długotrwałego pokoju i prosperity. Shō Shin był synem Shō Ena, założyciela dynastii, i jego drugiej żony, Yosoidon (określanej czasem mianem "królowej matki"). Przejął władzę po swoim wuju, Shō Sen'i, który został zmuszony do abdykacji na rzecz bratanka.

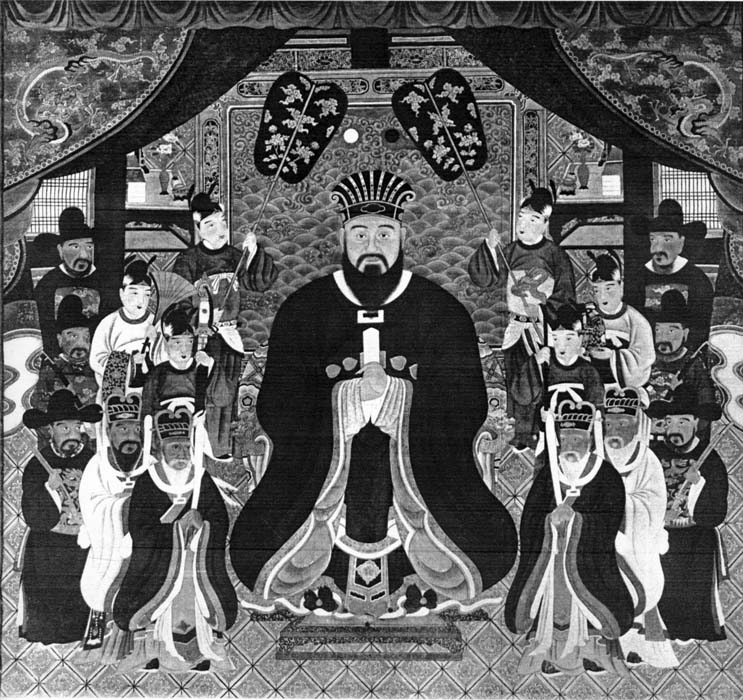
Portret króla Shō Shina

Podstawy organizacji administracji i gospodarki Riukiu sięgają czasów Shō Shina i reform przez niego przeprowadzonych. Aby scentralizować władzę w państwie i wzmocnić kontrolę nad lokalnymi władcami, aji, Shō Shin odebrał im broń, która miała być użyta do stworzenia systemu ochrony państwa, i nakazał im budowę rezydencji w stolicy Shuri, co dawało mu możliwość bezpośredniej nad nimi kontroli, i odcinało ich od zaplecza w ich rodzinnych posiadłościach. Z czasem związki z ziemią słabły. Rezydencje aji zostały podzielone na 3 okręgi: dla dotychczasowych mieszkańców północnych, centralnych i południowych rejonów Okinawy. Dawne regiony Hokuzan, Chūzan i Nanzan zostały przemianowane na Kunigami, Nakagami i Shimajiri. Polityka Shō Shina doprowadziła do większego zintegrowania klasy aji i związania ich z życiem stolicy. Tylko kilku aji z północnych regionów kraju pozwolono pozostać w swoich włościach, byli bowiem zbyt potężni, by narzucić im swą wolę, i jednocześnie mieszkali zbyt daleko, by stanowić poważne zagrożenie.
Aji wysyłali zastępców, zwanych aji okite, aby doglądali ich majątków rodzinnych. Kilka lat później wprowadzono system jito dai, agentów rządu centralnego, do których zadań należało trzymanie pieczy nad posiadłościami aji.
W tamtym okresie dialekt Shuri stał się standardowym językiem Okinawy i zdominował życie kulturalne w kraju. Za panowania Shō Shina nastąpił rozwój poezji i literatury. W roku 1532 wydano pierwsze tomy Omoro Sōshi, kolekcji wierszy i pieśni. Omoro Sōshi pozostaje jednym z głównych źródeł wiedzy o historii Okinawy.
Przenosiny rodzin aji do Shuri miały wielki wpływ na wygląd stolicy. Dosłownie wszędzie powstawały pawilony, bramy, mosty, oczka  wodne, pomniki i ogrody. Pojawiło się wielkie zapotrzebowanie na wszelkiego rodzaju rzemieślników i towary importowane z posiadłości poszczególnych aji. Konieczność transportu materiałów z i do stolicy zintegrowała Okinawę gospodarczo, prowadząc do specjalizowania się poszczególnych regionów w produkcji konkretnych dóbr. Ustaliła się nowa moda dworska, upowszechniły się szpile do włosów kanzashi, zaimportowano nowe techniki produkcji jedwabiu, upowszechniła się obróbka złota i srebra. Urbanizacja przyczyniła się do znacznego wzbogacenia kupców, choć jednocześnie rolnicy i rybacy, stanowiący większość społeczeństwa Okinawy, pozostali stosunkowo biedni.
Za panowania Shō Shina powstało również wiele świątyń i pomników. Wzniesiono nowy pałac w stylu chińskim, wzorce czerpane z Chin miały również wpływ na niezwykły rozrost ceremoniału dworskiego. Przy wejściu do pałacu postawiono parę "smoczych kolumn", wzorowanych nie na modelach chińskich, koreańskich lub japońskich, lecz tajlandzkich, co dobrze odzwierciedla kosmopolityczny charakter ówczesnej Okinawy. Choć obce religie nigdy nie zakorzeniły się na Riukiu, Shō Shin patronował buddyzmowi; za jego panowania wzniesiono kilka świątyń i sprowadzono z Korei święte teksty.
W czasach Shō Shina rozszerzono władzę Shuri nad pozostałymi wyspami w archipelagu Riukiu. W 1500 król wysłał wojska, aby przejęły kontrolę nad wyspami Miyako i Yaeyama. Opanowano również Kumejimę.
Shō Shin miał również wpływ na organizację kapłanek noro. Sam zawdzięczał sukcesję najwyższej kapłance, tzw. kikoe ōgimi, i po dojściu do władzy wybudował dla niej nową rezydencję tuż obok zamku królewskiego. Ustanowiono system, zgodnie z którym król i kikoe ōgimi wspólnie wyznaczali lokalne kapłanki noro, co nadało im niejako status urzędniczy i włączyło riukiuańską religię do aparatu państwowego.
Po 50 latach panowania Shō Shin zmarł w 1526 roku i został zastąpiony przez swojego syna, Shō Sei. Historyk George Kerr pisał, że "Okinawa miała nigdy więcej nie zasmakować błogich dni jak za panowania Shō Shina".